# Sony Xperia Z
Sony Xperia Z — смартфон компании Sony, выпущенный в новой линейке Z под брендом Xperia. Начало продаж — 21 февраля 2013 г. Смартфон является первым четырёхъядерным смартфоном компании. Также модель получила сертификацию IP55 и IP57 (пылевлагозащищённый). Таким образом, аппарат защищён от проникновения пыли, струй воды и кратковременных погружений на глубину до 1 м.
Смартфон защищён ударопрочным стеклом Asahi Dragontail..
Корпус Sony Xperia Z неразборный — все разъёмы и слоты выведены наружу и спрятаны под заглушками.
Комплектация поставки: телефон, док-станция, наушники Sony EX-300AP, блок питания, USB-кабель
Варианты модели для разных рынков:
1. C6602 (L36h) — HSPA+ без LTE (Китай).
2. С6603 — LTE-модель, единственная из представленных имеет видеокодек H.265 (не для всех рынков).
3. С6643 — то же, что и предыдущая, но с цифровым ТВ.
4. C6606 — LTE-модель аналогичная C6603, но с меньшим количеством полос LTE.

Анонс обновление до Android 5.0 (Lollipop) 31.03.2015.
Анонс обновление до Android 5.1 (Lollipop) 14.12.2015 (http://support.sonymobile.com/ru/xperiaz/software/)